# Солнечные и лунные буквы

Солнечные буквы (красные) и лунные буквы (чёрные)

В арабском алфавите буквы можно разделить на две группы — солнечные буквы и лунные буквы — в зависимости от того, ассимилируются ли они с буквой ﻝ (звуком [l]) предшествующего артикля аль. Артикль в слове «солнце», аш-шамс, ассимилируется, в то время как в слове «луна», аль-камар, остаётся неизменным. Поэтому буквы получили названия солнечные и лунные.
Если после определённого артикля «аль» стоит солнечная буква, то артикль не произносится как «аль»: его согласный ассимилируется с первым согласным слова. Например, вместо аль-Ниль читают ан-Ниль. Если после артикля стоит лунная буква, то ассимиляции не происходит.
К солнечным буквам относятся 14 букв: ﺕ, ﺙ, ﺩ, ﺫ, ﺭ, ﺯ, ﺱ, ﺵ, ﺹ, ﺽ, ﻁ, ﻅ, ﻝ, ﻥ.
Остальные 14 букв — лунные.
Разделение на солнечные и лунные буквы восходит к классическому арабскому языку, для которого была характерна автоматическая ассимиляция переднеязычного согласного артикля перед любой переднеязычной согласной начала следующего слова. Поэтому солнечными согласными являются все переднеязычные согласные в современном арабском языке, кроме буквы ج, которая в современном литературном арабском произносится как [d͡ʒ], но в классическом арабском была палатальной или велярной согласной /ɟ ~ ɡʲ/. В результате в классический период эта согласная не вызывала автоматической ассимиляции предшествующего согласного и теперь классифицируется как лунная согласная.
Это правило касается только произношения. На написание артикля ال оно не влияет, однако влияет на огласовки: в словах с солнечными буквами буква ل не получает никакой огласовки, а над следующей за ней буквой ставится шадда (например, النِّيلُ).
Примеры ассимиляции артикля с существительными, начинающимися с солнечных букв:
- t: التاجر / at-tājir / 'торговец',
- ṯ: الثانية / aṯ-ṯāniya / 'секунда',
- d: الدرس / ad-dars / 'урок',
- ḏ: الذاكرة / aḏ-ḏākira / 'память',
- r: الرجل / ar-rajul / 'мужчина',
- z: الزجاج / az-zujāj / 'стекло',
- s:  السودان/ as-Sūdān / 'Судан',
- š: الشمس / aš-šams / 'солнце',
- ṣ: الصواب / aṣ-ṣawāb / 'сознание',
- ḍ: الضاحية / aḍ-ḍāḥiya / 'окрестности',
- ṭ: الطاولة / aṭ-ṭāwila / 'стол',
- ẓ: الظفر / aẓ-ẓufr / 'ноготь',
- l: اللطف / al-luṭf / 'доброта',
- n: النصر / an-naṣr / 'победа'.